# Train a Comin'
Train a Comin' è il quinto album in studio del cantautore statunitense Steve Earle, pubblicato nel 1995.

## Tracce
Testi e musiche di Steve Earle eccetto dove indicato.

1. Mystery Train Part II - 2:31
2. Hometown Blues - 2:41
3. Sometimes She Forgets - 3:01
4. Mercenary Song - 2:39
5. Goodbye - 4:57
6. Tom Ames' Prayer - 3:02
7. Nothin' Without You - 3:02
8. Angel Is the Devil - 2:12
9. I'm Looking Through You - 2:28 (John Lennon, Paul McCartney)
10. Northern Winds - 1:40 (Norman Blake)
11. Ben McCulloch - 4:10
12. Rivers of Babylon - 3:03 (Brent Gayford Dowe, James Augustus McNaughton, Frank Farian, George Reyam)
13. Tecumseh Valley - 4:28 (Townes Van Zandt)